# Internet Protocol
Internet Protocol (sau IP, în traducere liberă din engleză Protocolul Interrețea) este un protocol prin care datele sunt trimise de la un calculator la altul prin intermediu Internetului. Fiecare calculator (cunoscut sub denumirea de „gazdă”), are pe Internet cel puțin o adresă IP unică, care îl identifică între toate computerele din rețea. Când cineva trimite sau primește informații (de ex.: poștă electronică, pagini web) mesajul este împărțit în blocuri de mici dimensiuni denumite pachete. Fiecare pachet cuprinde adresa expeditorului și pe cea a destinatarului. Fiecare pachet este trimis, prima dată la un calculator-pasarelă, care înțelege o mică parte din internet.
Calculatorul pasarelă citește destinația pachetelor și trimite pachetele către o altă pasarelă, și așa mai departe, până ce pachetul ajunge la pasarela vecină cu computerul destinatar.
Adresa IP este utilizată la nivelul programelor de prelucrare în rețea. În schimb, la nivelul utilizatorilor cu acces la Internet, identificarea calculatoarelor se face printr-un nume de gazdă gestionat de sistemul DNS.

## Funcționare
Comunicația în Internet funcționează după cum urmează: nivelul transport preia șiruri de date și le divide în datagrame. Teoretic, datagramele pot avea fiecare până la 64 KO, dar în practică ele nu depășesc 1500 de octeți (pentru a intra într-un cadru Ethernet). Fiecare datagramă este transmisă prin Internet, fiind eventual fragmentată în unități mai mici pe parcurs. Când toate aceste „fragmente” ajung la mașina destinație ele sunt reasamblate de nivelul rețea în datagrama originală. Datagrama este transparentă nivelului transport, care o inserează în șirul de intrare al procesului receptor. Cea mai mică adresă este 0.0.0.0, iar cea mai mare 255.255.255.255. Adresa IP 0.0.0.0 este folosită de gazde atunci când sunt pornite. Adresele IP cu 0 ca număr de rețea se referă la rețeaua curentă. Aceste adrese permit ca mașinile să acceseze propria rețea fără a cunoaște numărul de rețea (dar trebuie cunoscută clasa rețelei pentru a ști câte zerouri trebuie introduse). Adresele care constau numai din 1-uri permit difuzarea în rețeaua curentă, în mod uzual o rețea locală. Toate adresele de forma 127.xx.yy.zz sunt rezervate pentru testări în buclă locală. Pachetele trimise către această adresă nu sunt trimise prin cablu ele sunt prelucrate local și tratate ca pachete sosite.
O datagramă IP (un pachet) constă dintr-o parte de antet și o parte de text. Antetul are o parte fixă de 20 octeți și o parte opțională de lungime variabilă.
Fiecare gazdă și ruter din internet are o adresă IP, care codifică adresa sa de rețea și de gazdă. Combinația este unică: în principiu nu există două mașini cu aceeași adresă IP. Toate adresele IP sunt de 32 biți și sunt folosite în câmpurile „Adresă sursă” și „Adresă destinație” a pachetelor IP. Este important de observat că o adresă IP nu se referă la o gazdă. Se referă, de fapt, la o interfață de rețea. Cu alte cuvinte, dacă o gazdă este în două rețele, trebuie să folosească două adrese IP .
Rețelele sunt dinamice și este posibil ca 2 pachete IP de la aceeași sursă să plece pe căi diferite (BGP – protocolul porților de graniță) și să ajungă la aceeași destinație. Pachetele IP (dupa cum s-a mai spus) nu au garanția că vor ajunge la destinație, acest lucru fiind lăsat în seama protocoalelor adiacente (TCP UDP etc).
| Versiune              | IHL             | Tip serviciu  | Lungime totală              | Lungime totală              |                        |
| Identificator         | Identificator   | Identificator | Delimitatori                | Decalaj de fragmentare      | Decalaj de fragmentare |
| Durata de viață       | Durata de viață | Protocol      | Suma de control a antetului | Suma de control a antetului |                        |
| Adresa expeditorului  |                 |               |                             |                             |                        |
| Adresa destinatarului |                 |               |                             |                             |                        |
| Opțiuni               | Opțiuni         | Opțiuni       | Opțiuni                     | Spațiere                    |                        |

Antentul IP:
- Versiune – versiunea pachetului IP (curentă este 4)
- IHL – lungimea antetului IP de ieșire
- Tip serviciu – permite gazdei să comunice ce tip de serviciu dorește
- Lungimea totală – lungimea pachetului
- Identificator – identificarea pachetului
- Delimitatori – conține 1 bit nefolosit 1 bit DF (fără fragmentare) și unul MF (non-fragment)
- Decalaj fragmentare – indică unde este locul fragmentului în datagramă
- Durata de viață – timpul de viața al pachetului (secunde), care se decrementeaza la fiecare HOP (trecere dintr-un router în altul)
- Protocol – indică cărui proces de transport să-l predea (TCP, UDP, etc.)
- Suma de control a antetului
- Adresa de expediție
- Adresa de destinație
- Opțiuni – opțiuni ale pachetului (securitate, dirijare strictă pe baza sursei, dirijare aproximativă pe baza sursei, înregistrare cale, amprenta de timp)

- Niciunul din câmpurile IP nu sunt criptate și niciunul nu necesită autentificare.

Protocolul pentru transfer de fișiere (are responsabilitate pentru a transporta datele)
(în engleză File Transfer Protocol, abreviat FTP) este un protocol (set de reguli) utilizat pentru accesul la fișiere aflate pe servere din rețele de calculatoare particulare sau din Internet
Protocolul de Acces la Mesaje Internet (în engleză Internet Message Access Protocol, abreviat IMAP) permite accesul la mesaje din foldere de e-mail de pe un server.
(are responsabilitate pentru a manipula căsuța poștală)
POP3 sau Protocolul Post Office – Versiunea 3 este, alături de IMAP, unul din protocoalele utilizate de un calculator gazdă pentru recepționarea poștei electronice (e-mail).
(are responsabilitate pentru a „scoate” scrisorile din căsuța poștală)
HTTP (Hypertext Transfer Protocol) este metoda cea mai des utilizată pentru accesarea informațiilor în Internet care sunt păstrate pe servere World Wide Web (WWW).
HTTP oferă o tehnică de comunicare prin care paginile web se pot transmite de la un computer aflat la distanță spre propriul computer. Dacă se apelează un link sau o adresă de web cum ar fi http://www.example.com, atunci se cere calculatorului host să afișeze o pagină web (index.html sau altele).
SMTP (Simple Mail Transfer Protocol) este un protocol simplu, folosit pentru transmiterea mesajelor în format electronic pe Internet. SMTP folosește portul de aplicație 25 TCP și determină adresa unui server SMTP pe baza înregistrării MX (Mail eXchange) din configurația serverului DNS.
(are responsabilitate pentru a trimite scrisorile în căsuța poștală)